# Lestes uncifer
Lestes uncifer – gatunek ważki z rodziny pałątkowatych (Lestidae). Występuje w Afryce Subsaharyjskiej – od Kamerunu na wschód po Somalię i na południe po RPA; nie stwierdzono go jednak w Namibii ani Botswanie.
W RPA imago lata od stycznia do końca maja. Długość ciała 44–46 mm. Długość tylnego skrzydła 24–24,5 mm.